# Cynthia Muvirimi
Cynthia Maideyi Muvirimi, född 22 maj 1983 i Harare, Zimbabwe, är en zimbabwisk fotomodell, som debuterade 2007 vid 24 års ålder.